# ファビオ・ミラノ
ファビオ・ミラノ（Fabio Milano 1977年8月2日 - ）は、アメリカ合衆国ロードアイランド州プロビデンス出身の元プロ野球選手（投手）。左投左打。

## 経歴
バージニア州のラドフォード大学を卒業後の2001年に、イタリアンベースボールリーグ（IBL）のフォルティチュード・ボローニャに入団。
2004年に行われたアテネオリンピックのイタリア代表に選出。
2006年、ワールド・ベースボール・クラシックのイタリア代表に選出。
2011年6月11日のパルマ・ベースボールクラブ戦で左肘尺骨側副靭帯を断裂し、トミー・ジョン手術を行ったため残りのシーズンと2012年シーズンを欠場した。
2013年シーズンから復帰し、この年に台湾で行われたアジアシリーズにも出場している。
この年限りで現役を引退。IBLではオールスター出場4回、ベストリリーフ3回の他、IBLの通算セーブ記録を保持している。
引退後はアメリカで少年野球の指導者をしている。